# 中華民國入出境許可證

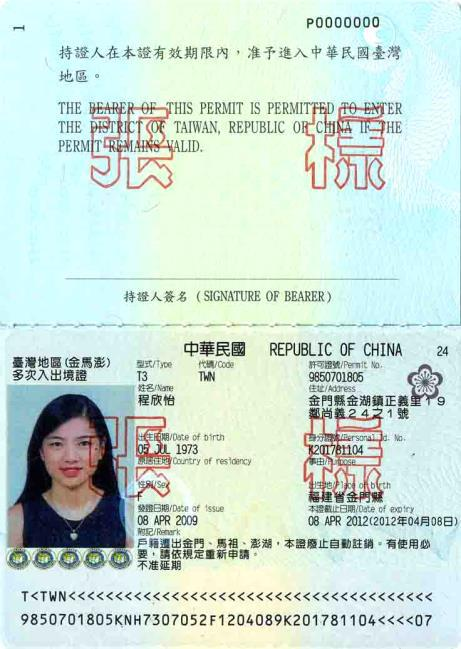
舊式中華民國臺灣地區（金馬澎）入出境許可證內頁

中華民國入出境許可證，俗稱金馬證，類別中華民國臺灣地區（金馬澎）入出境許可證，是由中華民國內政部移民署所簽發予設籍金馬地區及澎湖縣居民，經由金門、馬祖及澎湖縣往來中國大陸的旅行證件。申請金馬證免費，台灣籍居民要戶籍遷到金門或馬祖滿六個月以上始可辦理金馬證。
2008年6月19日，行政院院長劉兆玄正式公告實施擴大小三通方案，即日起只要持有中華民國政府簽發的中華民國護照及中國大陸政府簽發的臺灣居民來往大陸通行證（臺灣居民通行證），即可經由金馬地區進出臺海兩岸。

2015年6月1日，金马证改为芯片卡型式，新实施的芯片卡与身分证大小相同，便于随身携带且具胶膜护贝防伪功能，于自动通关感应区更易辨识可更快速通关；通关办理人工查验时，需另附一份A4规格查验表（样式类似现行A4规格入台证），以盖上章戳。单次证变更为A4规格大小的入出境许可证，同样具有防伪功能。

2017年11月1日起，在時任楊鎮浯立委協助下，小三通旅客持金马证芯片卡通关，不必再携带查验表。